# Блян (улица във Варна)
„Блян“ е улица в квартал Възраждане на град Варна. Тя свързва булевардите „Цар Освободител“, „Трети март“ и „Република“.

## Обекти
Северна страна
- 39 ЦДГ „Звънче“
- 44 ЦДГ „Крилатко“
- Основно училище „Никола Й. Вапцаров“
- Супермаркет „Лидъл“

Южна страна
- Супермаркет „ЦБА“
- 25-а Пощенска Станция
- Супермаркет „Кауфланд“